# SCヘーレンフェーンの選手一覧
SCヘーレンフェーンの選手一覧は、SCヘーレンフェーンに所属しているまたは所属したことのある選手の一覧である。

## 現所属メンバー

### スタッフ
| 役職                | 名前                     | 在籍年月 | 前職                                    |
| 監督                | ヨニー・ヤンセン         | 2019年-  | SCヘーレンフェーン (コーチ)             |
| 助コーチ            | ヘニー・スパイカーマン   | 2019年-  | FCフローニンゲン (コーチ)               |
| 助コーチ            | ジェフレイ・タラン       | 2019年-  | SCヘーレンフェーン (トレーニング責任者) |
| 助コーチ            | ミシェル・ヤンセン       | 2018年-  | ヨングFCトゥウェンテ                    |
| GKコーチ            | レイモント・フィセルス   | 2016年-  | ヴィレムII (コーチ)                     |
| パフォーマンス監督  | サム・フェリンハ         | 2019年-  | オランダオリンピック委員会 (コーチ)     |
| ストレングス コーチ | ステフェン・エデレンボス | 2016年-  | FCフローニンゲン (ストレングス コーチ)  |

### 選手
| Pos | No. | 選手名                              | 在籍年  | 前所属                                   | 備考       |
| GK  | 1   | エルウィン・ムルダー                | 2020年- | スウォンジー・シティAFC                  |            |
| GK  | 24  | ヤイミー・クルーセン                | 2020年- | SCヘーレンフェーンユース                 |            |
| DF  | 2   | () シェレル・フロラヌス             | 2018年- | スパルタ・ロッテルダム                   |            |
| DF  | 3   | ヤン・ポール・ファン・ヘッケ        | 2020年- | ブライトン・アンド・ホーヴ・アルビオンFC | ローン契約 |
| DF  | 4   | () ホアキン・フェルナンデス         | 2020年- | CAリーベル・プレート                     |            |
| DF  | 5   | ルーカス・ヴァウデンベルフ          | 2017年- | フェイエノールト                         |            |
| DF  | 14  | () イブラヒム・ドレシェヴィッチ     | 2019年- | IFエルフスボリ                           |            |
| DF  | 25  | パヴェウ・ボフニェヴィチ            | 2020年- | グールニク・ザブジェ                     |            |
| MF  | 6   | シーム・デ・ヨング                  | 2020年- | FCシンシナティ                           |            |
| MF  | 10  | () オリヴァー・バティスタ＝マイアー | 2020年- | FCバイエルン・ミュンヘン                 | ローン契約 |
| MF  | 13  | スタニスラフ・ショポフ              | 2020年- | PFCボテフ・プロヴディフ                  |            |
| MF  | 15  | シーベン・デワーレ                  | 2020年- | RSCアンデルレヒト                        | ローン契約 |
| MF  | 17  | () ラミ・ハヤル                     | 2018年- | SCヘーレンフェーンユース                 |            |
| MF  | 18  | () ハムディ・アクヨビ               | 2020年- | SCヘーレンフェーンユース                 |            |
| MF  | 19  | ヤン・ラス                          | 2020年- | SCヘーレンフェーンユース                 |            |
| MF  | 20  | ヨエイ・フェールマン                | 2019年- | FCフォレンダム                           |            |
| MF  | 21  | () ロドニー・コンゴロ               | 2018年- | マンチェスター・シティFC                 |            |
| FW  | 7   | () ウリセス・ジャネス               | 2020年- | VfLヴォルフスブルク                      | ローン契約 |
| FW  | 8   | ベンジャミン・ニグレン              | 2020年- | KRCヘンク                                | ローン契約 |
| FW  | 9   | ヘンク・フェールマン                | 2020年- | FCザンクトパウリ                         |            |
| FW  | 11  | ミッチェル・ファン・ベルヘン        | 2018年- | SBVフィテッセ                            |            |
| FW  | 16  | アリエン・ファン・デル・ハイデ      | 2020年- | SCヘーレンフェーンユース                 |            |
| FW  | 26  | レイン・シュミット                  | 2020年- | SCヘーレンフェーンユース                 |            |

※括弧内の国旗はその他の保有国籍を示す。

#### ローン移籍
in
上記の備考参考
out
| Pos | No. | 選手名                     | 在籍年  | 移籍先         | 移籍期間      |
| DF  | 27  | アンドレアス・スコフガール | 2019年- | エーレブルーSK | 2021年6月30日 |
| FW  | 9   | ルナル・エスペヨルド       | 2020年- | トロムソIL     | 2021年6月30日 |

## 歴代監督
| 氏名                              | 国籍         | 期間      |
| --------------------------------- | ------------ | --------- |
| 不明                              | 不明の旗     | 1920-1930 |
| シュールト・ファン・ザイレン      | オランダ     | 1930-1932 |
| シド・カッスル (暫定)             | イングランド | 1932      |
| オット・ピンター                  | オランダ     | 1932-1933 |
| ディルク・ステーンベルヘン (暫定) | オランダ     | 1933      |
| テオ・エイケナール                | オランダ     | 1934-1936 |
| シド・カッスル                    | イングランド | 1936-1938 |
| ピート・シュミット                | イングランド | 1938-1939 |
| アントン・ダルハイセン            | オランダ     | 1939-1945 |
| オット・ボンセマ (暫定)           | オランダ     | 1945      |
| アベ・レンストラ                  | オランダ     | 1946-1947 |
| ピート・ファン・デル・マニク      | オランダ     | 1947-1951 |
| ボブ・ケリー                      | イングランド | 1951-1955 |
| フォルヘルト・リス                | オランダ     | 1955-1958 |
| シーム・プローイェル              | オランダ     | 1958-1961 |
| アリー・デ・フルート              | オランダ     | 1961-1963 |
| エフェルト・ムル                  | オランダ     | 1963-1965 |
| サライ・ラースロー                | ハンガリー   | 1965-1966 |
| ロン・フルーネヴァウト            | オランダ     | 1966-1967 |
| エフェルト・トゥーニセン          | オランダ     | 1967-1969 |
| バス・パーウヴェ                  | オランダ     | 1969-1971 |

| 氏名                       | 国籍       | 期間      |
| -------------------------- | ---------- | --------- |
| メグ・デ・ヨング           | オランダ   | 1971-1973 |
| サライ・ラースロー         | ハンガリー | 1973-1977 |
| ヤン・トゥーニセン         | オランダ   | 1977-1980 |
| ヘンク・ファン・ブルッセル | オランダ   | 1980-1985 |
| フォッペ・デ・ハーン       | オランダ   | 1985-1988 |
| テト・イメルス             | オランダ   | 1988-1989 |
| アブ・フリッター           | オランダ   | 1989-1990 |
| フリッツ・コルバッハ       | ドイツ     | 1990-1992 |
| フォッペ・デ・ハーン       | オランダ   | 1992-2004 |
| ヘルトヤン・フェルベーク   | オランダ   | 2004-2008 |
| トロント・ソリード         | ノルウェー | 2008-2009 |
| ヤン・デ・ヨンヘ           | オランダ   | 2009-2010 |
| ヤン・エフェルセ (暫定)    | オランダ   | 2010      |
| ロン・ヤンス               | オランダ   | 2010-2012 |
| マルコ・ファン・バステン   | オランダ   | 2012-2014 |
| ドワイト・ローデヴェーヘス | カナダ     | 2014-2015 |
| フォッペ・デ・ハーン       | オランダ   | 2015-2016 |
| ユルゲン・ストレッペル     | オランダ   | 2016-2018 |
| ヤン・オルデ・リーケリンク | オランダ   | 2018-2019 |
| ヨニー・ヤンセン           | オランダ   | 2019-     |

## 歴代所属選手
太字は現在所属している選手

### GK
- カルロ・ラミ（オランダ語版） 1993-1996
- ハンス・フォンク 1996-2004, 2009
- ブライアン・ファンデンブッシェ 2004-2014
- ロブ・ファン・ダイク 2007-2008
- エルウィン・ムルダー 2007-2015, 2020-
- マルティン・レイサル（英語版） 2009-2010
- クリストファー・ノルフェルト 2012-2015
- マルティン・ハンセン 2017-2018
- ヴァルネル・ハーン 2017-2020

### DF
| - ヨアン・アンドネ 1991-1993 - ミラン・ブラゴイェヴィッチ 1993-1994 - ベッレ・メインセス 1996-1998 - オーレ・トビアセン 1997-1998 - ドゥミトル・ミトリツァ 1997-2000 - フローリン・コンスタンティノヴィチ 1997-2000 - ディオニシウス・セブウェ 1998-1999 - エリック・エドマン 2001-2004 - ペテル・ハンソン 2002-2007 - トマシュ・ジョンサ 2004-2005 - ダニエル・プラニッチ 2005-2009 - ロビー・ロジャース 2006-2007 - ゴラン・ポポフ 2008-2010 - ミハル・シュベツ 2008-2012 - ヴィクトル・エルム 2009-2012 - ジェフリー・ハウウェレーウ 2010-2013 | - ユッカ・ライタラ 2012-2015 - ケネス・オティグバ 2012-2017 - ミッチェル・ダイクス 2013-2014 - デーリー・シンクフラーフェン 2013-2014 - ヨルディ・バイス 2014-2015 - ジェリー・シン・ジュステ 2015-2017 - ダリル・ヤンマート 2018-2012 - ステファノ・マルツォ 2013-2017 - シェイ・フェイシー 2016-2017 - デンゼル・ダンフリース 2017-2018 - キク・ピーリー 2017-2019 - ダニエル・ヘー 2017-2020 - スヴェン・ボトマン 2019-2020 - イブラヒム・ドレシェヴィッチ 2019- - リカルド・ファン・ライン 2019-2020 |

### MF
| - アルカディウシュ・ラドムスキ 1997-2005 - ミレ・クルステフ 1998-2002 - ダニエル・イェンセン 1998-2003 - ミカ・ヌルメラ 1999-2003 - ミカ・ヴァイリネン 2001-2005 - ジョン・デ・ヨング 2002-2003 - ユスカ・サヴォライネン 2002-2003 - トーマス・プラーガー 2003-2008 - アルノルト・ブルッヒンク 2004-2006 - ラセ・シェーネ 2005-2006 - ヒャルテ・ネッレガール 2005-2006 - ポール・ボスフェルト 2005-2007 - マイケル・ブラッドリー 2005-2008 - ヤコブ・ポウルセン 2006-2008 - ウィル・ジョンソン 2006-2007 - ミラレム・スレイマニ 2007-2008 | - クリスティアン・グリンハイム 2008-2011 - エルナン・ロサーダ 2009-2010 - フィリップ・ジュリチッチ 2010-2013 - スヴェン・クムス 2011-2013 - ウサマ・タンナーヌ 2012-2013 - ルカーシュ・マレチェク 2012-2013 - マルテン・デ・ローン 2012-2015 - マグヌス・ヴォルフ・エイクレム 2013-2014 - シモン・テルン 2015-2017 - ジャニオ・ビケル 2015 - 小林祐希 2016-2019 - スタイン・スハールス 2016-2019 - マルティン・ウーデゴール 2017-2018 - アレン・ハリロヴィッチ 2019 - ヨエイ・フェールマン 2019- - シーム・デ・ヨング 2020- |

### FW
星印はエールディヴィジ得点王経験者
| - ロディオン・カマタル 1990-1993 - ヨン・ダール・トマソン 1994-1997 - イーゴリ・コルネーエフ 1995-1997 - ルート・ファン・ニステルローイ 1997-1998 - イヴァン・ツヴェトコフ 1998-2000 - マルクス・アルベック 2000-2002 - ゲオルギオス・サマラス 2002-2006 - ヴィクトル・シコラ 2004-2005 - クラース・ヤン・フンテラール 2004-2006 ★ - ラッセ・ニルソン 2005-2007 - ウグル・イルディリム 2005-2007 - レザ・グーチャンネジャード 2005-2009, 2016-2018 - ロブ・フレンド 2006-2007 - アフォンソ・アウヴェス 2006-2008 ★ - ゴンサロ・ガルシア 2006-2008 - ラドスワフ・マトゥシャク 2007-2008 - パウロ・エンリケ 2007-2010 | - ロイ・ベーレンス 2007-2011 - ボナベントゥル・カルー 2008-2010 - タリク・エルユヌシ 2008-2011 - ルシアーノ・ナルシン 2008-2012 - ミハル・パパドプロス 2009-2011 - ウサマ・アサイディ 2009-2012 - バス・ドスト 2010-2012 ★ - ハキム・ツィエク 2012-2014 - アルフレズ・フィンボガソン 2012-2014 ★ - マルコ・パッパ 2012-2014 - マルク・ウート 2012-2015 - ヤシン・エル・ガナシ 2013 - ビラル・バシャチュコール 2013-2014 - ヤニック・ヴィルスフート 2013-2014 - サム・ラーション 2014-2017 - アルベル・ゼネリ 2016-2019 - アンデルス・ドライヤー 2019 |